# Marian Indelak
Marian Indelak (ur. 25 stycznia 1927 w Dąbrowie Górniczej, zm. 16 stycznia 2017 tamże) – polski hutnik i działacz komunistyczny. 

## Życiorys
Podczas okupacji niemieckiej oraz w okresie PRL-u pracował w Hucie Bankowej. Był członkiem Związku Walki Młodych i Polskiej Partii Robotniczej, a następnie Polskiej Zjednoczonej Partii Robotniczej. Po transformacji systemowej w Polsce był w 1990 jednym ze współzałożycieli Związku Komunistów Polskich „Proletariat”, którego był również sekretarzem i skarbnikiem.
Po likwidacji ZKP „Proletariat” w 2002 był współzałożycielem powstałej w tym samym roku Komunistycznej Partii Polski (był posiadaczem legitymacji z numerem 1 i sekretarzem krajowego komitetu wykonawczego partii). Był również założycielem organu prasowego obu partii, miesięcznika „Brzask” oraz jego wieloletnim redaktorem. Należał także do Miejskiej Komisji Historycznej „Pokolenia” w Dąbrowie Górniczej. Pochowany został 20 stycznia 2017 na tamtejszym cmentarzu przy ulicy 11 listopada.
Honorowy obywatel Dąbrowy Górniczej.